# Барнет (футбольний клуб)
ФК «Барнет» (англ. Barnet Football Club) — англійський футбольний клуб із міста Лондон, заснований у 1888 році. В сезоні 2023/24 виступає в Національній Лізі - п'ятому дивізіоні в системі футбольних ліг Англії. Домашні матчі приймає на стадіоні «Хайв Стедіум», місткістю 6 205 глядачів.